# خافيير سولير
خافيير سولير (بالإسبانية: Javier Soler)‏ هو لاعب كرة مضرب إسباني، ولد في 25 مارس 1955 في برشلونة في إسبانيا.

## وصلات خارجية
- خافيير سولير على موقع رابطة محترفي التنس (الإنجليزية)
- خافيير سولير على موقع الاتحاد الدولي لكرة المضرب (الإنجليزية)
- خافيير سولير على موقع كأس ديفيز (الإنجليزية)
- خافيير سولير على موقع خلاصة التنس.كوم (الإنجليزية)